# Wilhelm Miklas
Wilhelm Miklas (Krems an der Donau, 1872. október 15. – Bécs, 1956. március 20.) osztrák politikus, az első Osztrák Köztársaság 3. elnöke  1928-1938 között.

## Életpályája
Postamester fiaként született. Történelmet és földrajzot tanult a Bécsi Egyetemen, majd belépett a Keresztényszocialista Pártba.
Ausztria harmadik elnöke volt 1928 és 1938 között.
Az Anschluss során Otto Skorzeny fellépése védte meg őt a nácik haragjától. A háború alatt házi őrizetben volt.